# フォッカー W.1
フォッカー W.1
- 用途：試作飛行艇
- 製造者：フォッカー
- 運用者：フォッカー
- 初飛行：1913年
- 生産数：1
- 生産開始：1913年1月2日[1]
- 運用状況：計画中止

フォッカー W.1（Fokker W.1）は、ドイツの試作飛行艇。
1912年、ドイツ海軍は飛行艇調達のための審査を行ったが採用に至ったプランはなかった。さらに翌1913年にはシュナイダー・トロフィー・レースの開催が決まるなど、水上機及び飛行艇の市場が拡大する環境にあった。この機会にフォッカーも参入を計り、ベルリン近郊のダーメ川付近の造船所で製造を行ったものが本機W.1である。
構造は木製の機体に布張りの主翼を有する一半葉機であり、ルノー製70馬力エンジン1基を上翼後方にプッシャー式で配置していた。操縦席後方に位置するフロート付きの下翼は機体と一体化した小型の矩形翼、上翼は後退角と上反角が付けられたものであり、スピンと同様に控え線で上翼を支える構造を有していた。尾翼は全体が可動式で、垂直尾翼を上下に分割した間に昇降舵を設けていた。
これは必然的に後方に荷重がかかる構造であり、飛行時には60kgの重りをバランス調整のために搭載していた。アントニー・フォッカー自らが操縦し後席に整備士を乗せた初飛行は、浮いた程度とはいえ成功し、その後フォッカーは両親に宛てて手紙を送っている。重心調整のための改設計を行い再度の飛行試験に臨んだが低空で失速、フォッカーは無事だったものの整備士は負傷し、機体は前方より水面に落下して破損した。これにより、シュナイダー・トロフィー・レースに参加する機会を失い、2号機の計画を立てたものの軍需の増大を理由に計画は中止された。